# Formiate de cis-3-hexényle
Le formiate de cis-3-hexényle est l'ester de l'acide formique avec l'alcool Z-3-hexénol et de formule semi-développée HCOO(CH2)2CH=CHCH2CH3 utilisé comme arôme dans la parfumerie et dans l'industrie alimentaire. Il possède une odeur de fruit vert.